# Solitudes à deux
Albums de Johnny Hallyday
C'est la vie
(1977) Hollywood
(1979)
Singles
1. Elle m'oublie - La première pierre
Sortie : 14 juin 1978
2. Revoilà ma solitude - La fille du square
Sortie : 11 octobre 1978

Solitudes à deux est le 24e album studio de Johnny Hallyday. Enregistré au Studio 92 de Boulogne-Billancourt et réalisé par Eddie Vartan, il sort le 21 juin 1978.

## Histoire
(juillet 2023).
Si vous disposez d'ouvrages ou d'articles de référence ou si vous connaissez des sites web de qualité traitant du thème abordé ici, merci de compléter l'article en donnant les références utiles à sa vérifiabilité et en les liant à la section « Notes et références ».
La solitude a très souvent inspiré à Johnny Hallyday et sa discographie beaucoup de chansons sur ce thème, disséminées au gré de ses disques, mais c'est bien la première fois qu'elle est le concept quasi unique (s'il n'en est de trois exceptions), de tout un album. Une solitude qui ici nourrit bien des émotions diverses et contradictoires : tantôt tristesse, tantôt colère, c'est selon, face A ou face B.
La face A regorge de ballades douces, sentimentales, avec aussi, malgré tout, un gros coup de gueule ; La face B sacrifie au rock, parfois hargneux où la voix déverse des décibels de colères.
Face A, c'est ce campagnard qui pleure son amour d'été qui a regagné la ville (Elle m'oublie) ; C'est ce premier amour, d'avant que l'on soit star, dont on se souvient (La fille du square) ; c'est « une chambre vide et un livre ouvert » qu'elle a laissé avant de partir et qui semble lui aussi l'attendre (Revoilà ma solitude) ; C'est encore cet ami qui n'est plus et qui laisse mille regrets et des tonnes de souvenirs (Salut Charlie). C'est enfin et aussi celle qui trahie et à qui l'on crie ses quatre vérités (Cet homme que voilà).
Face B, changement de ton, changement de rythme. Ici, c'est d'abord cette chanson hors propos, incongrue, insolente, « que celui qui n'aime pas ça jette La première pierre ». C'est ce gars possessif, qui d'elle ne veut rien partager, par un regard, pas un sourire (Va te cacher) ; C'est cette ado tout juste sortie de l'enfance, qui semble échappée du célèbre roman et "joue à être femme, joue avec le feu, joue avec l'amour" et qui semble ignorer que l'on si brûle souvent (Lolita) ; C'est cette rage que l'on déverse et qui ronge, faute d'avoir pris, une fois encore, une fois de plus, des coups en plein cœur, à force de « coups de fil, de coup bas, de coup en dessous » (Un coup pour rien).
C'est aussi cette chanson qui jaillit tel un derrick et dont on se demande bien pourquoi, là maintenant, cet or noir qui souille les plages bretonnes, toujours plus/trop cher à la pompe mais dont on ne saurait se passer (et ce, même s'il y en a qui ont des idées (Le pétrole). C'est en conclusion, Johnny qui déclare à l'élue de son cœur et aussi à son public, que sa vie, il la leur donne (Je vous la donne).

## Autour de l'album
Référence originale : 9101179
Référence CD (édition 2000) : 546976-2
La pochette - recto/verso - est en noir et blanc, précédemment il y a eu, en 1966, celle de l'album La génération perdue. Soulignons aussi, qu'elle est ouvrante et qu'elle est la dernière du genre (pour ce qui est des albums studio).[réf. nécessaire]
C'est la première collaboration Johnny Hallyday - Didier Barbelivien auteur-compositeur de Elle m'oublie ; pour laquelle Johnny Hallyday obtient au Midem à Cannes, le grand prix du disque.[réf. nécessaire]
Cet homme que voilà est la 4e chanson écrite par Pierre Delanoë interprétée par Johnny Hallyday : 1960 Le p'tit clown de ton cœur (coadapté avec Georges Aber), 1976 Derrière l'amour, 1977 Un homme comme les autres.
Cet homme que voilà est composé par Richard Cocciante, il s'agit de l'adaptation française (par Delanoë), de la chanson italienne Bella senz'anima (en).
Il a été extrait de Solitudes à deux les 45 tours suivants :
Elle m'oublie - La première pierre / sorti le 14 juin 78 / Ref : 6172158
Revoilà ma solitude - La fille du square / sorti le 11 octobre / Ref : 6172176 (le single existe sous deux pochettes différentes : sur la première, Johnny est photographié en plan américain ; la seconde pochette propose un portrait en gros plan).

## Liste des titres
| 1.  | Elle m'oublie (A)                               | Didier Barbelivien          | Didier Barbelivien                                         | 3:26 |
| 2.  | Salut Charlie (B)                               | Michel Mallory              | Johnny Hallyday                                            | 4:20 |
| 3.  | La fille du square (B)                          | Pascal Lefèbvre             | Franck Langolff                                            | 3:16 |
| 4.  | Cet homme que voilà (A) (Bella senz'anima (en)) | Pierre Delanoë (adaptation) | Roberto Cassella, Marco Luberti (en), Richard Cocciante    | 4:22 |
| 5.  | Revoilà ma solitude (B) (Sweet Music Man (en))  | Michel Mallory (adaptation) | Kenny Rogers                                               | 4:23 |
| 6.  | La première pierre (B)                          | Michel Mallory              | Tim Hinkley (en)                                           | 3:19 |
| 7.  | Va te cacher (B)                                | Michel Mallory              | Érick Bamy                                                 | 3:04 |
| 8.  | Lolita (B) (Juanita)                            | Michel Mallory              | Kim Morrison                                               | 3:17 |
| 9.  | Un coup pour rien (B)                           | Michel Mallory              | Érick Bamy                                                 | 3:32 |
| 10. | Le pétrole (B)                                  | Michel Mallory              | Michel Mallory                                             | 3:01 |
| 11. | Je vous la donne (B) (Lady Put The Light On Me) | Michel Mallory (adaptation) | John Kenneth "Johnny" Goodison, Philip Neil "Phil" Wainman | 3:07 |

## Musiciens
Nota, référence pour l'ensemble de la section :
- A : Orchestre Roger Loubet
- ingénieur du son Roland Guillotel

- B : Orchestre Benoît Kaufman
- ingénieur du son Roland Guillotel